# Jacob Ferro
Jacob „Jake“ Ferro (* 1989) ist ein professioneller US-amerikanischer Pokerspieler. Er wurde 2021 als Spieler des Jahres der World Poker Tour ausgezeichnet.

## Pokerkarriere
Seine erste Geldplatzierung bei einem Live-Pokerturnier erzielte Ferro Anfang Dezember 2008 in Verona im US-Bundesstaat New York bei einem Event der Variante No Limit Hold’em. Dort sicherte er sich Ende Mai 2011 bei den East Coast Poker Championships auch seinen ersten Turniersieg und erhielt über 5000 US-Dollar. Im Rio All-Suite Hotel and Casino in Paradise am Las Vegas Strip entschied der Amerikaner Ende Juni 2012 ein Deepstack-Event mit einem Hauptpreis von knapp 55.000 US-Dollar für sich. Anfang Juli 2019 war er an gleicher Stelle erstmals bei der World Series of Poker (WSOP) erfolgreich und kam beim Main Event in die Geldränge. Ende März 2021 wurde Ferro beim Main Event der bestbet Spring Series Zweiter und erhielt rund 120.000 US-Dollar. Beim Main Event der World Poker Tour (WPT) belegte er Ende November 2021 in Hollywood, Florida, ebenfalls den zweiten Rang und sicherte sich seine bislang höchste Auszahlung von mehr als 570.000 US-Dollar. Aufgrund zwei weiterer Geldplatzierungen im selben Jahr beim WPT-Main-Event wurde der Amerikaner zum Jahresende 2021 als Spieler des Jahres der Turnierserie ausgezeichnet. Im März 2022 beendete er ein Turnier der Wynn Millions Poker Series im Wynn Las Vegas als Dritter und erhielt knapp 230.000 US-Dollar. Bei der WSOP 2022, die erstmals im Bally’s Las Vegas und Paris Las Vegas ausgespielt wurde, erzielte Ferro 11 Geldplatzierungen und erreichte einen Finaltisch in der Variante Pot Limit Omaha Hi-Lo.
Insgesamt hat sich Ferro mit Poker bei Live-Turnieren mehr als 2 Millionen US-Dollar erspielt.